# Sphegigaster peninsularis
Sphegigaster peninsularis är en stekelart som först beskrevs av Urvashi Dubey 1974.  Sphegigaster peninsularis ingår i släktet Sphegigaster och familjen puppglanssteklar. Inga underarter finns listade i Catalogue of Life.